# Cuspidaria tamandua
Cuspidaria tamandua is een tweekleppigensoort uit de familie van de Cuspidariidae. De wetenschappelijke naam van de soort is voor het eerst geldig gepubliceerd in 2011 door Absalão & Oliveira.